# Buriram
Buriram (thai: บุรีรัมย์, Buri Ram) er både navnet på en provins og provinsens hovedby i det nordøstlige Thailand, beliggende på Isaan-plateauet. Buriram betyder lykkens by på thailandsk.
Befolkningstallet i byen var i 2018 27.150.